# Revere (Washington)
Revere az Amerikai Egyesült Államok északnyugati részén, Washington állam Whitman megyéjében elhelyezkedő önkormányzat nélküli település. A helységen nem végeznek népszámlálást.
A település postahivatala 1909 és 1935 között működött. Revere nevét Paul Revere-ről, a polgárháború patriótájáról kapta.

## Fordítás
Ez a szócikk részben vagy egészben  a   Revere, Washington című angol Wikipédia-szócikk ezen változatának fordításán alapul.  Az eredeti cikk szerkesztőit annak laptörténete sorolja fel. Ez a jelzés csupán a megfogalmazás eredetét és a szerzői jogokat jelzi, nem szolgál a cikkben szereplő információk forrásmegjelöléseként.